# Крістіан Кордас
Крістіан Кордас (ісп. Cristian Kordasz; нар. 31 липня 1978) — колишній аргентинський тенісист.
Найвищу одиночну позицію світового рейтингу — 199 місце досяг 7 серпня 2000, парну — 181 місце — 16 липня 2001 року.

## Титули на челленджерах

### Парний розряд: (1)
| Ранг | Рік  | Турнір        | Покриття | Партнер     | Суперники                     | Рахунок  |
| ---- | ---- | ------------- | -------- | ----------- | ----------------------------- | -------- |
| 1.   | 2000 | Київ, Україна | Ґрунт    | Габор Кевеш | Олег Огородов Андрій Столяров | 6–4, 7–5 |